# Tina Pica
Tina Pica, nacida Concetta Luisa Annunziata Pica (Nápoles, 31 de marzo de 1884 - ib., 16 de agosto de 1968), fue una actriz italiana de teatro y cine.

## Biografía
Nació en el rione de Borgo Sant'Antonio, en el centro histórico de Nápoles, hija de los actores Giuseppe Pica, inventor del personaje Anselmo Tartaglia, y Clementina Cozzolina. Siendo aún una niña, comenzó a trabajar como actriz con sus padres en una compañía de teatro ambulante, en Nápoles y sus alrededores, distinguiéndose por su considerable talento. En su juventud, trabajó en la popular "Compagnia Drammatica" dirigida por Federico Stella, compañía que representaba obras de Eduardo Minichini, Luigi De Lise, Francesco G. Starace, Crescenzo Di Maio y el propio Federico Stella en el Teatro San Ferdinando de Nápoles.
A su vez, Pica fundó una compañía en la década de 1920, "Teatro Italia", y empezó a escribir comedias. En la década de 1930 conoció la compañía de Eduardo De Filippo, con quien inició una colaboración en obras como Napoli milionaria, Filumena Marturano y Questi fantasmi. Además de aparecer en dos películas mudas de Elvira Notari en 1916, debutó en el cine en Il cappello a tre punte (1934), de Mario Camerini, a la que siguió Fermo con le mani (1937), de Gero Zambuto, con Totò. Tras Il voto (1950) y Ergastolo (1952), interpretó al personaje de Caramella en Pan, amor y fantasía (1953), Pan, amor y celos (1954), por la que ganó el Nastro d'argento a la mejor actriz de reparto, y Pan, amor y... (1955). Estas tres películas la consagraron como una de las actrices de carácter cómico más queridas del cine italiano de posguerra.
Entre sus interpretaciones más populares figuran Buonanotte... avvocato! (1955), Destinazione Piovarolo (1955), Un héroe de nuestro tiempo (1955), Cuatro pasos por las nubes (1956), Ci sposeremo a Capri (1956), Sabela (1957), Sabela vuelve al ataque (1958), Lazzarella (1957), Il conte Max (1957), La zia d'America va a sciare (1958), La duchessa di Santa Lucia (1959), La Pica sul Pacifico (1959), Non perdiamo la testa (1959) y Ayer, hoy y mañana (1963), su última película, a la edad de 79 años.
Se casó en 1912 con el orfebre Michele Ferrari, que murió a los seis meses de matrimonio. Pocos años después también murió su hijo. En 1935 se casó con Vincenzo Scarano, policía municipal, con el que también escribió algunas obras de teatro; estuvieron juntos hasta la muerte de Vincenzo, en 1967.
Tina Pica murió en Nápoles, en casa de su sobrino Giuseppe en el barrio de Vomero, el 16 de agosto de 1968, a la edad de 84 años. Fue enterrada en el Cimitero Nuovissimo de Poggioreale. Le fueron dedicados un jardín público en el barrio de Arenella, en su ciudad natal, y una calle con su nombre en el Municipio III de Roma.

## Filmografía
- Carmela, la sartina di Montesanto, de Elvira Notari (1916)
- Ciccio, il pizzaiuolo del Carmine, de Elvira Notari (1916)
- Il cappello a tre punte, de Mario Camerini (1934)

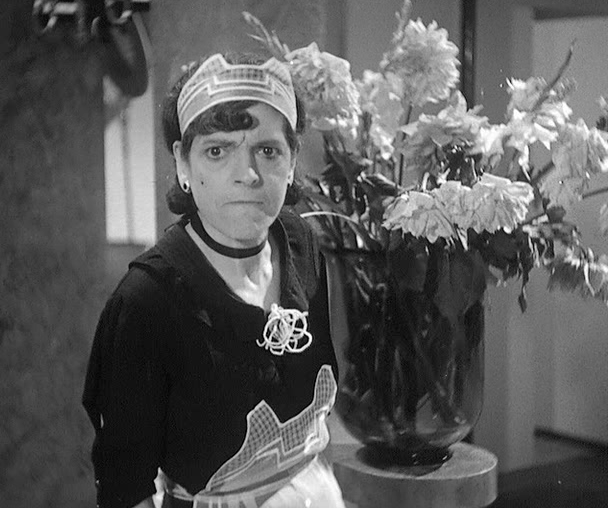
Tina Pica en Fermo con le mani.

- Fermo con le mani, de Gero Zambuto (1937)
- L'ha fatto una signora, de Mario Mattoli (1938)
- Mamá quiere ser noble (Il marchese di Ruvolito), de Raffaello Matarazzo (1939)
- Terra di nessuno, de Mario Baffico (1939)
- Sperduti nel buio, de Camillo Mastrocinque (1947)
- Prohibido robar (Proibito rubare), de Luigi Comencini (1948)
- Il voto, de Mario Bonnard (1950)
- Porca miseria!, de Giorgio Bianchi (1951)
- Destino, de Enzo Di Gianni (1951)
- Filumena Marturano, de Eduardo De Filippo (1951)
- Marito e moglie, de Eduardo De Filippo (1952)
- Don Calogero (Un pequeño mundo) ( Ha da venì... don Calogero), de Vittorio Vassarotti (1952)
- Ergastolo, de Luigi Capuano (1952)
- Rimorso, de Armando Grottini (1952)
- Inganno, de Guido Brignone (1952)
- Città canora, de Mario Costa (1952)
- Proceso a la ciudad (Processo alla città), de Luigi Zampa (1952)
- Pan, amor y fantasía (Pane, amore e fantasia), de Luigi Comencini (1953)
- Siamo ricchi e poveri, de Siro Marcellini (1954)
- Carrusel napolitano (Carosello napoletano), de Ettore Giannini (1954)
- Cuore di mamma, de Luigi Capuano (1954)
- Graziella, de Giorgio Bianchi (1954)
- El oro de Nápoles (L'oro di Napoli), de Vittorio De Sica (1954)
- Napoli è sempre Napoli, de Armando Fizzarotti (1954)
- Pan, amor y celos (Pane, amore e gelosia), de Luigi Comencini (1954)
- Ballata tragica, de Luigi Capuano (1954)
- Las señoritas del 09 (Le signorine dello 04), de Gianni Franciolini (1955)
- Due soldi di felicità, de Roberto Amoroso (1955)
- Cantate con noi, de Roberto Bianchi Montero (1955)
- Totò e Carolina, de Mario Monicelli (1955)
- Da qui all'eredità, de Riccardo Freda (1955)

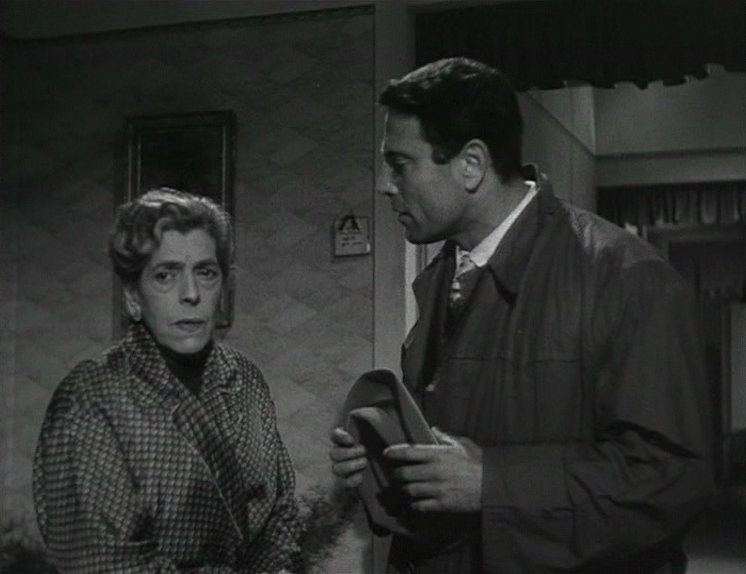
Junto a Raf Vallone en El signo de Venus.

- El signo de Venus (Il segno di Venere), de Dino Risi (1955)
- Buonanotte... avvocato!, de Giorgio Bianchi (1955)
- Destinazione Piovarolo, de Domenico Paolella (1955)

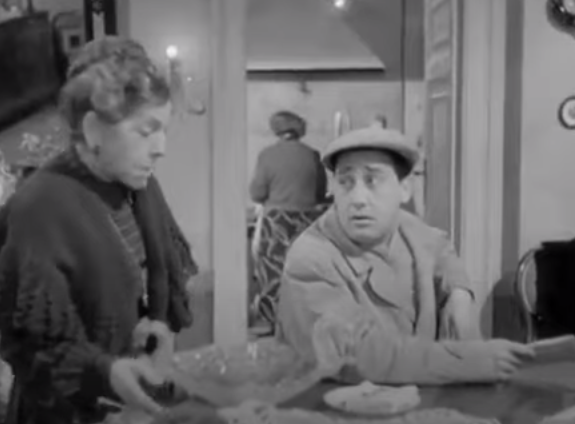
Con Alberto Sordi en Un héroe de nuestro tiempo.

- Un héroe de nuestro tiempo (Un eroe dei nostri tempi), de Mario Monicelli (1955)
- La moglie è uguale per tutti, de Giorgio Simonelli (1955)
- Io piaccio, de Giorgio Bianchi (1955)
- Pan, amor y... (Pane, amore e...), de Dino Risi (1955)
- Un po' di cielo, de Giorgio Moser (1955)
- El abrigo de visón (Una pelliccia di visone), de Glauco Pellegrini (1956)
- Ci sposeremo a Capri, de Siro Marcellini (1956)
- Arriva la zia d'America, de Roberto Bianchi Montero (1956)
- Guaglione, de Giorgio Simonelli (1956)
- Cuatro pasos por las nubes (Era di venerdì 17), de Mario Soldati (1956)

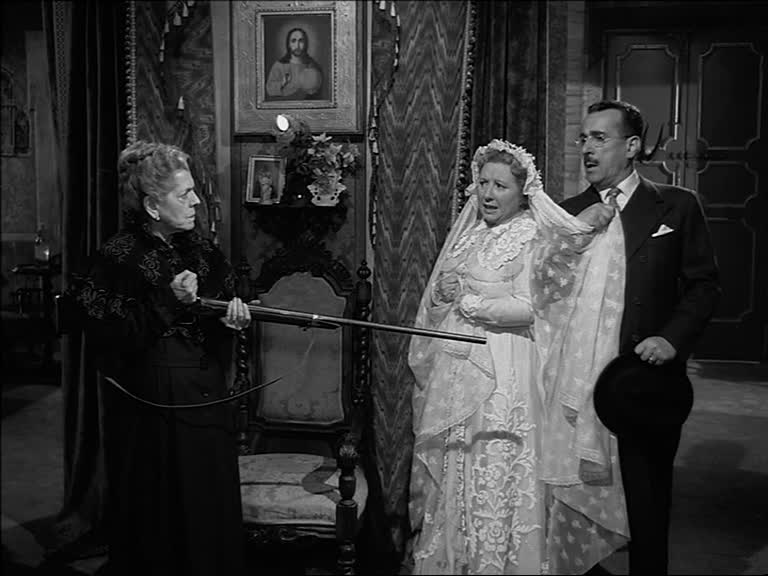
Con Dolores Palumbo y Peppino De Filippo en Sabela.

- Sabela (La nonna Sabella), de Dino Risi (1957)
- Lazzarella, de Carlo Ludovico Bragaglia (1957)
- El conde Max (Il conte Max), de Giorgio Bianchi (1957)
- Non sono più guaglione, de Domenico Paolella (1957)
- Sabela vuelve al ataque (La nipote Sabella), de Giorgio Bianchi (1958)
- La zia d'America va a sciare, de Roberto Bianchi Montero (1958)
- Napoli sole mio!, de Giorgio Simonelli (1958)
- El honor de Carmelina (Io, mammeta e tu), de Carlo Ludovico Bragaglia (1958)
- El ángel de Nápoles (Don Vesubio) (Il bacio del sole (Don Vesuvio)), de Siro Marcellini (1958)
- Mia nonna poliziotto, de Steno (1958)
- La duchessa di Santa Lucia, de Roberto Bianchi Montero (1959)
- Fantasmi e ladri, de Giorgio Simonelli (1959)
- La sceriffa, de Roberto Bianchi Montero (1959)
- La Pica sul Pacifico, de Roberto Bianchi Montero (1959)
- Non perdiamo la testa, de Mario Mattoli (1959)
- Ayer, hoy y mañana (Ieri, oggi, domani), de Vittorio De Sica (1963)

## Premios
Nastro d'argento
| Año  | Categoría               | Película          | Resultado |
| ---- | ----------------------- | ----------------- | --------- |
| 1955 | Mejor actriz de reparto | Pan, amor y celos | Ganadora  |